# یواس‌اس شیکلامی (ای‌او-۹۰)
یواس‌اس شیکلامی (ای‌او-۹۰) (به انگلیسی: USS Shikellamy (AO-90)) یک کشتی بود که طول آن ۳۹۱ فوت ۶ اینچ (۱۱۹٫۳۳ متر) بود. این کشتی در سال ۱۹۲۱ ساخته شد.